# Коли динозаври керували на Землі
«Коли на Землі панували динозаври» (англ. When Dinosaurs Ruled The Earth) — фільм режисера Вела Геста.

## Сюжет
Фільм розповідає про час, коли на землі жили динозаври, а люди об'єднувалися в племена, щоб вижити. Плем'я жителів скель поклоняється богу сонця, в жертву якому приносять дівчат зі світлим волоссям. Через збіг обставин (спалахи на Сонці та бурі) дівчині Санні, яка була призначена в якості чергової жертви богу, вдається втекти. Вона потрапляє в плем'я, що живе в пісках, де підкорює своєю красою вождя племені. Мстиві жінки цього племені виганяють Санну. Вона потрапляє в джунглі, де стає дочкою динозавра і сестрою його маленького дитинчати.

## У ролях
- Вікторія Ветрі —  Санна
- Робін Гаудон —  Тара
- Патрік Аллен —  Кінгсор
- Шон Кеффрі —  Кане
- Магда Конопка —  Вліда
- Дрюі Генлі —  Каку
- Імоджен Гассалл —  Аяк
- Патрік Голт —  Аммон
- Джен Россіні
- Керол Гоукінс —  Яні
- Марія О'Брайен —  Ома
- Конні Тілтон
- Меггі Лінтон
- Джиммі Лодж
- Біллі Корнеліус

## Знімальна група
- Режисер: Вел Гест
- Автор сценарію: Вел Гест і Джеймс Баллард
- Продюсер: Аїда Янг
- Сценарист: Вел Гест

## Нагороди
- В 1972 році фільм номінувався на  премію «Оскар» за найкращі візуальні ефекти